# بيل فوستر
بيل فوستر (بالإنجليزية: Bill Foster)‏ هو سياسي أمريكي، ولد في 31 مارس 1963 في سانت بيترسبرغ في الولايات المتحدة. حزبياً، نشط في الحزب الجمهوري.